# 玉東町立山北小学校
玉東町立山北小学校（ぎょくとうちょうりつやまきたしょうがっこう）は、熊本県玉名郡玉東町に在る小学校。

## 沿革
- 1876年 - 原倉小学校、西安寺小学校、白木小学校、二俣小学校創立。
- 1889年 - 西安寺小学校、白木小学校、二俣小学校が合併し山北尋常高等小学校となる。
- 1928年 - 原倉尋常小学校と山北尋常高等小学校が合併し山北尋常小学校となる。
- 1941年 - 山北村立山北国民学校に改める。
- 1955年 - 玉東村立山北小学校に改める。
- 1967年 - 玉東町立山北小学校に改める。

## 所在地
- 熊本県玉名郡玉東町上白木364

## 著名な出身者
- 児玉亮涼（プロ野球選手）